# David Sakurai
David Sakurai (født 19. juli 1979 i København) er en dansk-japansk skuespiller, instruktør, manuskriptforfatter og kampsportsudøver.

## Biografi
Sakurai blev født i København med en dansk mor og en japansk far og voksede op i Frederiksværk. Han har en bror ved navn Kristoffer, som er en forhenværende danser. Han var interesseret i filmproduktion fra en ung alder og flyttede i en alder af 18 år til Japan, hvor han også blev undervist indenfor skuespil. Han spillede mindre teaterroller og roller i indiefilm, som Tokyo GP i 2001 og Scarlet Runaway i 2005.
Han vendte tilbage til Danmark i 2008, hovedsageligt fordi han ønskede at arbejde med talentfulde nye instruktører og i det danske sprog. Her fortsatte han sin uddannelse under Dansk Skuespillerforbund. Han spillede en af sine første hovedroller i Eastern Army (2010). Han arbejdede blandt andet med Stellan Skarsgård, Steven Van Zandt og Hans Petter Moland.
I 2012 medvirkede han i den dystre ungarske romantiske komedie Liza, Fox-Fairy, der vandt hovedprisen på den portugisiske filmfestival Fantasporto i 2015.
Han har trænet indenfor flere forskellige kampsporter, blandt andet Wing Chun og Muay Thai.
Han bor i Los Angeles med sin hustru.

## Filmografi
- 2006 Skyggen af tvivl - Lars
- 2007 Fighter - Tournament Fighter
- 2009 No Right Turn - tjener
- 2010 Tour de Force - Hiru
- 2010 Wasteland Tales[9] - fremmed
- 2010 "Eastern Army"
- 2010 "I Barbari Dei Cph" (manuskriptforfatter, producer)
- 2010 Tony Venganza - Shiba
- 2011 Hapa (kortfilm) - "selv"; (manuskriptforfatter, instruktør, producer)[10]
- 2011 Shaky González / The Last Demon Slayer - Jiro (kampsport koreografi)
- 2012 Emma (kortfilm, Supernatural Tales video) - Bastian
- 2012 Ud af mørket - Johnny; (manuskriptforfatter, instruktør, producent)[11]
- 2012 Hitman: Absolution (computerspil) - flere karakterer
- 2012–2014 Lilyhammer (norsk tv-serie) - Tensing
- 2013 Detektiverne (dansk ungdomsspænding[12] ) - Sony Kazu
- 2014 Kraftidioten - Kinamann
- 2014 Echoes of a Ronin (kortfilm) - Shin; (manuskriptforfatter, producer)
- 2014 Dark Samurai - Miyamoto
- 2015 Liza, Fox-Fairy (ungarsk dyster-romantisk komedie) - Tomy Tani
- 2017 Iron Fist - Scythe
- 2018 Fantastic Beasts: The Crimes of Grindelwald - Krall
- 2018 Origin - Murakawa
- TBA Doorman - hammer

## Priser
- 2010 Bedste skuespiller- og publikumspriser (Eastern Army; Movie Battle Film Festival, København)[13]
- 2010 Breakout Action Star ( Action On Film International Film Festival, Los Angeles )[3][14]
- 2011 GoVisual Award ( Hapa, delt med I Am Your Ecstacy ; Nordisk Film Festival )[10]

## Eksterne links
- David Sakurai på Internet Movie Database (engelsk)
- David Sakurai på Filmdatabasen
- David Sakurai på danskefilm.dk
- David Sakurai på danskfilmogtv.dk
- David Sakurai på Scope
- David Sakurai på AlloCiné (fransk)
- David Sakurai på The Movie Database (engelsk)
- X-bruger: @DavidSakurai
- Facebookkonto: OfficialDavidSakurai
- Albert Valentin: ANMELDELSE: Echoes of a Ronin (Short) (2014)